# Stârci, Argeș
Stârci este un sat ce aparține orașului Costești din județul Argeș, Muntenia, România. Este o localitate - parte componentă a orașului Costești.